# Monte Sentinella
Monte Sentinella (1109,2 m s.l.m.)  è un rilievo dei monti Lepini, nel Lazio, nella provincia di Latina, nel comune di Maenza.